# شیزونگ
امپراتور شیزونگ (به چینی:辽世宗 ۲۹ ژانویه ۹۱۹ – ۷ اکتبر ۹۵۱) سومین امپراتور دودمان لیائو بود که از ۱۶ مه ۹۴۷ تا ۷ اکتبر ۹۵۱ میلادی سلطنت کرد. او برادرزادهٔ امپراتور تای‌زونگ بود که با مرگ وی به سلطنت رسید.

## حکومت
دوره سلطنت شیزونگ بسیار کوتاه بود اما با وجود این، او توانست در سال ۹۵۱ میلادی حملات دودمان سونگ از سوی جنوب چین را به شکلی موفقیت‌آمیز دفع نماید. اگرچه چند ماه بعد در جریان قیام برادرزادهٔ شورشی‌اش - که خیال تصرف تاج و تخت را داشت - کشته شد.
در دوره حکومت او دودمان لیائو نظام فئودالی را پذیرفت و از طرفی دیگر نیز قدرت شاه افزایش یافت.

## منبع
- Emperor Shizong of Liao